# Petta pellucida
Petta pellucida är en ringmaskart som först beskrevs av Ehlers 1887.  Petta pellucida ingår i släktet Petta och familjen Pectinariidae. Inga underarter finns listade i Catalogue of Life.